# Vallées vaudoises
 (avril 2024).
Si vous disposez d'ouvrages ou d'articles de référence ou si vous connaissez des sites web de qualité traitant du thème abordé ici, merci de compléter l'article en donnant les références utiles à sa vérifiabilité et en les liant à la section « Notes et références ».
En pratique : Quelles sources sont attendues ? Comment ajouter mes sources ?

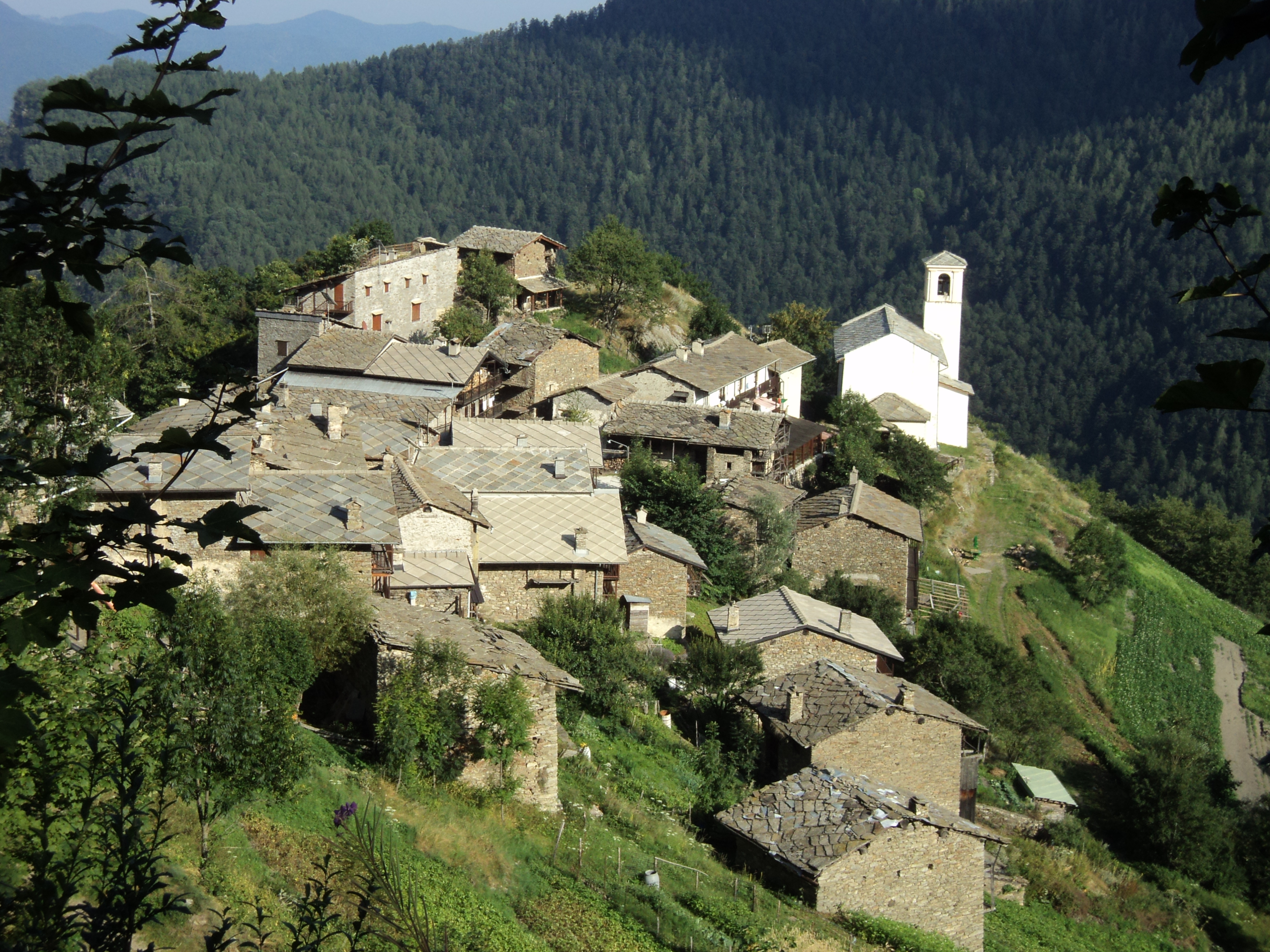
Chasteiran - hameau de Roure - Val Chisone - Province de Turin.

Les vallées vaudoises du Piémont sont trois vallées du nord-ouest de l'Italie qui doivent leur nom au fait que la plupart de leurs habitants sont aujourd'hui des fidèles de l'Église évangélique vaudoise.
Ces trois vallées qui appartiennent aussi aux Vallées occitanes de Piémont sont le val Pellis, le bas val Cluson et le val Saint Martin.
La ville de Torre Pellice est leur centre culturel et historique.

## Le territoire

### Les communes
| Italien              | Français                                  | Occitan                      | Piémontais                | Notes |
| -------------------- | ----------------------------------------- | ---------------------------- | ------------------------- | --- |
| Angrogna             | Angrogne                                  | Angruenha                    | Angreugna                 | |
| Bobbio Pellice       | Bobi ou Boby                              | Buebi                        | Beubi                     | |
| Chiabrano            | Ciabrans                                  | Chabran                      |                           | [ note 1 ] |
| Luserna San Giovanni | Luserne, Lucerne ou Luzerne et Saint Jean | Luzerna e San Jan            | Luserna e San Gioann      | |
| Magnilia             | Maneille,                                 | Manilha                      |                           | [ note 2 ] |
| Massello             | Massel ou Macel                           | Masel                        | Massel                    | |
| Perosa Argentina     | Pérouse ou La Pérouse                     | Peirosa, La Peirosa          | Perosa                    | |
| Perrero              | Le Perrier ou Perrier                     | Lo Perier                    |                           | En 1928, le régime fasciste y annexe les communes de Bovile, Chiabrano, Faetto, Maniglia, Riclaretto, San Martino de Perrero et Traverse.                                                                          |
| Pomaretto            | Pomaret                                   | Pomaret                      | Pomaret                   | |
| Prali                | Pral, Prali , ou Praly                    | Praal                        |                           | |
| Pramollo             | Pramol                                    | Pramòl                       |                           | |
| Prarostino           | Prarustin                                 | Prarustin                    |                           | |
| Rodoretto            | Rodoret                                   | Rodoret                      |                           | Unie à Prali en 1870. |
| Rorà                 | Rora                                      | Roraa                        |                           | |
| Salza di Pinerolo    | Salsa                                     | Salsa                        | Sansa                     | |
| San Germano Chisone  | Saint Germain                             | Sant German                  | San German Chison         | Elle s'est séparée en 1947 de Pramollo à laquelle elle avait été unie en 1927 et incorpore le territoire de l'ancienne commune piémontaise de Inverso di Porte avec laquelle elle avait fusionné cette même année. |
| Torre Pellice        | La Tour, La Tour de Pellis                | La Tor, La Tor de Pèlitz     | La Tor dël Pélis          | autrefois aussi "Torre di Luserna". |
| Villar Pellice       | Le Villar                                 | Lo Vilar de Pèlitz, Lo Vilar | Ël Vilar o Ël Vilar Pélis | |
| Villar Perosa        | Villar Pérouse                            | Lo Vilar de Peirosa          | Ël Vilar ëd Perosa        | |

## Identité
L'identité des vallées vaudoises résulte de multiples rendez-vous entre la géographie et l'histoire. Situées à proximité de passages clés des Alpes, elles ont été marquées, dès le XIIIe siècle par une histoire de dissidence religieuse et civile dont la portée dépasse les enjeux et la chronique locale.
Elles sont caractérisées aujourd'hui par le plurilinguisme, une ouverture œcuménique internationale, une forte tradition alpine, et grâce au dialogue entre les diverses confessions religieuses d'une activité culturelle importante.
Elles sont caractérisées aujourd'hui par le plurilinguisme, une ouverture œcuménique internationale, une forte tradition alpine, et grâce au dialogue entre les diverses confessions religieuses d'une activité culturelle importante.

## Histoire
Personne ne sait établir de filiation historique directe entre les hérétiques des vallées vaudoises et les Pauvres de Lyon, mais les adhérents de l'Église évangélique vaudoise en revendiquent la filiation spirituelle. L'existence d'une minorité religieuse, dissidente du catholicisme, est attestée dans cette région, qui comprenait à l'origine le haut val Cluson, le haut val de Suse, le Queyras, la Vallouise et la vallée de Freissinières, dès le début du XIIIe siècle.
Cette minorité essaime, au cours des XIIe et XIVe siècles, en Provence et en Calabre. Elle se singularise par la présence de religieux itinérants, les Barbes qui entretiennent les relations entre les diverses communautés et tissent des liens avec d'autres dissidences religieuses, d'inspiration vaudoises, identifiées comme telles par les inquisiteurs ou issues d'un mouvement différent comme l'église hussite.
Politiquement, cette minorité se trouve, dès l'origine, installée aux frontières de plusieurs principautés : le Dauphiné, les seigneuries piémontaises de la maison de Savoie, et les seigneuries satellites de ceux-ci, dont les plus importantes sont le marquisat de Saluces et le marquisat de Monferrat.
En 1532, au synode de Chanforan, Guillaume Farel et Antoine Saunier convainquent les Barbes vaudois d'adhérer à la Réforme genevoise. Dans les années qui suivent, les protestants qui étaient sujets du Dauphiné (le haut val Cluson, le haut val de Suse sont dauphinois jusqu'au traité d'Utrecht) intègrent l'organisation ecclésiastique des Huguenots français, tandis que les sujets du duc de Savoie fondent l'Église évangélique vaudoise.
Le 5 juin 1561, la paix de Cavour, accordée par le duc Emmanuel-Philibert de Savoie, met fin à trente ans de persécutions et de résistance qui ressemblaient à une guerre civile, et reconnaît aux Vaudois, l'exercice libre et public de leur religion dans certaines localités des vallées vaudoises. Cet accord constitue l'une des premières reconnaissances officielles du droit à la tolérance religieuse par un État européen.
Victimes de multiples persécutions au cours du XVIIe siècle, et notamment de la révocation de l'Édit de Nantes, pour ceux qui étaient sujets du Dauphiné, de nombreux protestants émigrent en Hesse-Cassel, au Wurtemberg, en Prusse, et sur le territoire de ce qui deviendra, longtemps plus tard, l'Afrique du Sud.
Le XIXe siècle siècle constitue une époque d'incessants changements pour les habitants protestants des vallées vaudoises. De 1800 à 1815, sous l'administration du Piémont par le Directoire, le Consulat et le Premier Empire, ils jouissent de tous les droits civiques. La restauration piémontaise les exclut à nouveau de la vie publique et civile.[réf. nécessaire]
En 1848, les fidèles de l'Église évangélique vaudoise obtiennent du Roi de Sardaigne Charles-Albert leur émancipation, et la reconnaissance de leurs droits civils et politiques.
À partir de 1856, les habitants des vallées vaudoises commencent à émigrer en Amérique du Sud, notamment en Uruguay et en Argentine où les immigrants ont notamment fondé l'Église Vaudoise du Rio de La Plata (Iglesia Evangélica Valdense del Rio de La Plata)  qui comprend 40 congrégations et 15 000 adhérents. D'autres installations se font en Amérique du Nord, notamment à Valdese, en Caroline du Nord,.
Sous le fascisme, l'Église évangélique vaudoise reste la seule structure démocratique autorisée, mais à partir de 1938 et 1939, certaines fonctions sont interdites aux Protestants. Les habitants des vallées vaudoises s'engagent nombreux dans les maquis qui refusent cependant toujours de se déclarer Protestants ou Catholiques.[réf. nécessaire]

## Particularités linguistiques
Les vallées vaudoises de Piémont sont caractérisées, du point de vue linguistique, par l'usage de plusieurs parlers qui résultent de la stratification, dans le tissu social des évènements historiques et qui se manifeste au travers de l'usage de quatre langues principales : l'italien, l'occitan (Culture occitane et langue littéraire du Moyen Âge), le français et le piémontais.

### Le vivaro-alpin
Appelé parfois patois ou provençal alpin, le vivaro-alpin des vallées vaudoises de Piémont est un ensemble de sous-dialectes occitans qui ont longtemps coexisté avec le piémontais qui était la langue habituelle des habitants de la partie basse des vallées.
Ces dialectes se divisent en deux :
- ceux du haut val Durance, du haut val de Suse, du val Cluson et du val Saint Martin[17],[18] ;
- et ceux du Queyras, du val Varaita et du val Pellis [17] ,[18].

### La langue des anciens vaudois
La langue des textes vaudois, qui ont été conservés, des XVe et XVIe siècles était très proche de celle des Mystères Briançonnais de la même époque, mais elle conserve les traits occitans spécifiques aux dialectes de certaines vallées vaudoises (val Saint Martin et val Pellis).
La langue et la graphie des textes vaudois sont très régulières et présentent peu de variations internes. Ceci témoigne probablement, de l'existence d'une tradition d'enseignement, basée sur la langue dans laquelle, dès le début du XIVe siècle, le texte biblique avait été traduit.

### Le français
L'usage du français dans les vallées vaudoises est encouragé par les échanges entre les protestants qui constituaient autrefois la majorité des habitants des vallées et leurs coreligionnaires français et suisses, et par l'habitude d'une partie d'entre eux, de s'exiler temporairement en Provence.
En 1630, une épidémie de peste fait périr un tiers de la population des vallées vaudoises et touche notamment le collège des pasteurs de l'Église évangélique vaudoise, qui est alors composé de treize membres et dont deux seulement survivent. Les responsables de l'église font alors appel à l'Église protestante de Genève qui leur fournit des remplaçants. Les pasteurs genevois font adopter les coutumes de l'Église Genevoise et le français qui reste, jusqu'en 1848, la langue liturgique de l'Église évangélique vaudoise. Les gens instruits pratiquent, au XVIIIe siècle, dans les vallées Vaudoises, un français savant.

### Protection des minorités linguistiques
La loi italienne numéro 482 de 1999, "Norme in materia di tutela delle minoranze linguistiche storiche" (règlement en matière de protection des minorités linguistiques historiques), dispose que les langues, dont elle protège l'usage, peuvent être utilisées dans les documents et la signalétique publique.
Les communes des vallées vaudoises, en s'appuyant sur l'article 3 de cette loi, ont déclaré avoir été, historiquement peuplées de personnes qui parlaient l'occitan et le français.

### Coutumes

#### La fête de la liberté
Le soir du 16 février de chaque année, les bourgs et les villages des vallées vaudoises allument des feux de joie, en mémoire de la signature des "Lettres Patentes" par lesquelles le Roi de Sardaigne Charles-Albert, pour la première fois dans l'histoire du Piémont, les droits civils et politiques de la minorité vaudoise, et quelques jours après, ceux de la minorité juive.
Par cet acte, non seulement Charles-Albert mettait fin à une discrimination multiséculaire qui frappait une partie de ses sujets, mais il engageait son royaume dans un processus de modernisation qui le plaçait au même niveau que les autres pays européens et allait lui permettre de prendre la tête du mouvement en faveur de l'unité de l'Italie.
La célébration de cet évènement a pour but de rendre les citoyens conscients du fait que la liberté de conscience est une des libertés fondamentales dans un État démocratique, et que cette fête est une occasion de dialoguer entre gens d'origine, de culture et de foi diverses. Cette commémoration n'a jamais eu un caractère religieux.

## Culture

### Médias
- Radio Beckwith Evangelica est une radio associative parainnée par l'Église évangélique vaudoise dont le siège social est située à Luserna San Giovanni. Elle est jumelée avec la radio associative française Ràdio Occitània.

### Cultes
L'Église évangélique vaudoise (en italien Chiesa Evangelica Valdese) est la principale Église actuelle issue de la prédication de Vaudès (aussi connu sous le nom de Pierre Valdo ou Pierre Valdès). On parle également de valdéisme. Plus ancienne église protestante italienne, elle est présente principalement en Italie, dans les  Vallées vaudoises du Piémont , avec des antennes en Amérique du Sud. Elle est adhérente de l'Alliance réformée mondiale et de la Conférence des Églises protestantes des pays latins d'Europe.

### Monographies et ouvrages généraux
- Henri Arnaud et Emilio Comba (éditeur scientifique), Henri Arnaud : sa vie et ses lettres, avec gravures et facsimilé., La Tour (Torre Pelice), Alpina, 1899 (lire en ligne).
- Jean-Armand Chabrand et Albert de Rochas-d’Aiglun, Patois des Alpes Cottiennes (Briançonnais et Vallées vaudoises) et en particulier du Queyras, Grenoble et Paris, Maisonville & fils (Grenoble) et Honoré Champion (Paris), 1877 (lire en ligne).
- Joseph Joûbert, Armoiries de la République sud-africaine, Paris, A. Challamel, 1903, 39 p. (lire en ligne).
- Antoine Monastier, Histoire de l'église vaudoise depuis son origine, et des Vaudois du Piémont jusqu'à nos jours : avec un appendice contenant les principaux écrits originaux de cette église., t. premier, Paris, Delay, 1847 (lire en ligne).
- Antoine Monastier, Histoire de l'église vaudoise depuis son origine, et des Vaudois du Piémont jusqu'à nos jours : avec un appendice contenant les principaux écrits originaux de cette église., t. second, Paris, Delay, 1847 (lire en ligne).

### Articles
- (it) Gabriella Ballesio et Sara Rivoira, « Istitutrici e governanti dalle Valli valdesi all’Europa di metà Ottocento », Storia delle donne, Firenze, Firenze University Press, vol. 8,‎ 2012, pp. 145-163 (ISSN 1826-7505, lire en ligne).
- Jean Sibille, « L’évolution des parlers occitans du Briançonnais », Cahiers de Grammaire, Paris, Université de Paris VIII, questions de linguistique et de dialectologie romane no nº29,‎ 2004, p. 121 à 141 (lire en ligne).
- (it) Daniele Tron, « Comune di Perrero », Schede storico-territoriali dei comuni del Piemonte, Turin, Centro interuniversitario di Storia Territoriale Goffredo Casalis,‎ 1996 (lire en ligne).
- (it) Anna Rosa Candura et Emanuele Poli, « Insegnare l’identità tra frontiere e confini: il caso dei Valdesi Piemontesi. », Miscellanea di storia delle esplorazioni, Genova, Dipartimento di Antichità, Filosofia e Storia (DAFIST) dell'Università di Genova, Bozzi,‎ 2017 (lire en ligne).

### Ressources en ligne
- (it) « Comunità Montana Valli Chisone e Germanasca », sur chisone-germanasca.torino.it (consulté le 27 février 2011).
- (it) « Lâ lënga dë minouranso ën lâ valadda (La Langue Minoritaire dans les vallées). »(Archive.org • Wikiwix • Archive.is • Google • Que faire ?), sur chisone-germanasca.torino.it (consulté le 27 février 2011).
- (es) « Iglesia Evangélica Valdense del Río de la Plata - Historia (Histoire) », sur Valdenses del Sur (consulté le 27 février 2011).
- (oc + es + en + de + fr + it) « La Fondation Centro Culturale Valdese », sur Fondazione Centro Culturale Valdese (consulté le 21 février 2016)
- (es + en + de + fr + it) « Museo della Balsiglia (Massello) »(Archive.org • Wikiwix • Archive.is • Google • Que faire ?), sur Sito ufficiale di Regione Piemonte (consulté le 21 février 2016)
- F. Meyer, « Vaudois et protestants dans les États de Savoie-Pïémont du XVIe au XVIIIe siècle (Chronologie commentée) », sur savoie-archives.fr (consulté le 27 décembre 2016)
- Daniela Bovolenta (webmaster), Massimo Introvigne (responsable de la publication) et Pierluigi Zoccatelli (responsable de la publication), « Religioni d'Italia: Protestantesimo », CESNUR (Centro studi sulle nuove religioni), 2016.
- (it) « Sito di Rodoretto, per conoscere il nostro paese : Un pò di storia » (consulté le 21 février 2016).